# Горобец, Тарас Павлович
Тарас Павлович Горобец (25 февраля 1901, Софиевка — 2 апреля 1961, Киев) — советский офицер, в годы Великой Отечественной войны — командир 337-й стрелковой дивизии 27-й армии 2-го Украинского фронта, Герой Советского Союза (17.05.1944). Генерал-майор (1.07.1945).

## Молодость и начало службы
Родился 25 февраля 1901 года в селе Софиевка (теперь Каховского района Херсонской области) в крестьянской семье. Украинец. Член КПСС с 1927 года. Учился в церковно-приходской школе, а с 10-ти лет ввиду тяжёлого материального положения родителей стал работать в деревне по найму. Уже значительно позднее окончил восемь классов средней школы.
В ноябре 1922 года призван в Красную Армию. Зачислен курсантом на 47-е Николаевские пехотные курсы, но в феврале 1923 года их расформировали и курсант Горобец зачислен в Одесскую пехотную школу, которую окончил в 1925 году. С августа 1925 — командир взвода 45-го стрелкового полка 15-й Сивашской стрелковой дивизии Украинского военного округа (Херсон), с октября служил в 44-м стрелковом полку этой дивизии (Николаев): командир взвода, помощник командира роты, командир роты, командир батальона, начальник полковой школы. С января 1934 — командир батальона 43-го стрелкового полка этой же дивизии (Кировоград). В декабре 1936 года убыл на учёбу.
В июле 1937 года окончил курсы усовершенствования офицерского состава пехоты «Выстрел». С января 1938 года — помощник командира 85-го стрелкового полка 62-й стрелковой дивизии Киевского военного округа (г. Белая Церковь). С февраля 1940 года — офицер пункта сбора начсостава при Военном совете Ленинградского военного округа. С июля 1940 — заместитель командира 219-го стрелкового полка 14-й стрелковой дивизии Прибалтийского Особого военного округа (Раквере, Эстонская ССР), с сентября — заместитель командира 171-го стрелкового полка 182-й стрелковой дивизии (Петсере).

## Великая Отечественная война
В боях Великой Отечественной войны с июня 1941 года. Полк вступил в бой в конце июня в составе 22-го стрелкового корпуса 27-й армии Северо-Западного фронта под Порховом, обороняя Псковско-Островский укрепрайон. Уже 9 июля он оказался в окружении. С 12 по 17 июля части полка полк с боями выходил из окружения и в итоге в районе станции Дно соединился с частями 11-й армии. Вскоре майор Горобец назначен командиром 171-го стрелкового полка, который далее воевал под Старой Руссой в составе этой армии. В бою 28 июля майор Горобец был ранен, но вскоре вернулся в строй. А в бою 22 января 1942 года был ранен вторично. После выписки из госпиталя в феврале 1942 года назначен с повышением заместителем командира 182-й стрелковой дивизии. В мае 1942 года перспективного командира с боевым опытом направили на учёбу.
В ноябре 1942 года закончил ускоренный курс Высшей военной академии имени К. Е. Ворошилова (академия находилась тогда в эвакуации в Уфе). С декабря 1942 — командир 43-й отдельной лыжной бригады 1-й ударной армии. С апреля 1943 — заместитель командира 53-й гвардейской стрелковой дивизии 14-го гвардейского стрелкового корпуса. В июле-декабре 1943 года вновь учился на курсах при Высшей военной академии имени К. Е. Ворошилова.
С декабря 1943 года воевал заместителем командира, а с февраля 1944 года до конца войны — командиром 337-й стрелковой дивизии. Во главе дивизии воевал на 2-м Украинском и 3-м Украинском фронтах.
Командир 337-й стрелковой дивизии (27-я армия, 2-й Украинский фронт) полковник Т. П. Горобец проявил высокое мастерство и личный героизм в ходе Проскуровско-Черновицкой и Уманско-Ботошанской наступательных операциях. 5 марта 1944 года умело организовал прорыв обороны противника в районе села Чижовка Звенигородского района Черкасской области. Преследуя противника, дивизия форсировала реки Горный Тикич, Южный Буг, Днестр. За четырнадцать дней дивизия прошла с боями на запад 280 км, разгромила части немецких 198-й, 34-й и 75-й пехотных дивизий, 16-й и 17-й танковых дивизий, ряд отдельных батальонов врага. Противник оставил на поле боя 5 640 солдат и офицеров, свыше 130 танков и самоходных орудий, 165 орудий, 2 909 автомашин, 200 мотоциклов, 1 350 лошадей. Дивизия освободила за это время 68 населённых пунктов, сохранила боеспособность, продолжала выполнять поставленные перед ней боевые задачи.
Указом Президиума Верховного Совета СССР от 17 мая 1944 года за образцовое командование стрелковой дивизией и проявленные при этом личное мужество и героизм полковнику Тарасу Павловичу Горобцу присвоено звание Героя Советского Союза с вручением ордена Ленина и медали «Золотая Звезда» (№ 1782).
Столь же достойно командовал дивизией и после этого подвига. Дивизия отличилась в Ясско-Кишинёвской, Бухарестко-Арадской, Дебреценской, Будапештской, Западно-Карпатской, Балатонской и Венской операциях. За время его командования дивизия была награждена орденами Богдана Хмельницкого 2-й степени (26.02.1944) и Красного Знамени (8.04.1944), свыше 10 раз отмечалась в приказах Верховного Главнокомандующего.

## Послевоенная служба
После войны продолжал служить в армии. Командовал той же дивизией, выведенной из Австрии в Прикарпатский военный округ. С сентября 1946 по февраль 1949 — командир 9-й отдельной стрелковой бригады Киевского военного округа. В 1950 году окончил курсы усовершенствования командиров стрелковых дивизий при Военной академии имени М. В. Фрунзе. С февраля 1950 — командир 16-й отдельной гвардейской стрелковой бригады Восточно-Сибирского военного округа (Иркутск). С января 1952 — командир 45-й стрелковой дивизии в Северном военном округе (Мурманск и Печенгский район). В августе 1953 года генерал-майор Т. П. Горобец уволен в отставку по болезни.
Жил в Киеве. Умер 2 апреля 1961 года. Похоронен на Лукьяновском военном кладбище.
Имел троих сыновей, все трое стали военный юристами. Один из них, Виталий Тарасович Горобец (род. 1946), дослужился до председателя окружного военного суда Северо-Кавказского военного округа, генерал-майор юстиции, Заслуженный юрист Российской Федерации.

## Награды
- Герой Советского Союза (17.05.1944)
- Два ордена Ленина (17.05.1944, 6.11.1947[3])
- Орден Красного Знамени (03.11.1944)
- Орден Суворова 2-й степени (13.09.1944)[4]
- Два Ордена Кутузова 2-й степени (28.04.1945)[5]
- Орден Александра Невского (20.04.1945)[6]
- Медаль «За оборону Москвы»
- Медаль «За взятие Вены»
- другие медали
- награды иностранных государств